# 6ª edizione della Senko Cup (competizione internazionale)
La 6ª edizione della SENKO Cup World Go Women's Championship è un torneo professionistico internazionale di go riservato alle professioniste, che si è disputato dall'8 al 10 marzo 2024 e ha visto la vittoria per la seconda volta consecutiva della sudcoreana Choi Jeong, numero uno al mondo.

## Svolgimento
Il torneo è disputato da 4 professioniste giapponesi, una cinese, una taiwanese e una sudcoreana, più una dilettante australiana, vincitrice della precedente edizione della Coppa SENKO dilettanti.
|  | Quarti di finale 8 marzo | Quarti di finale 8 marzo | Quarti di finale 8 marzo |               |               | Semifinali 9 marzo | Semifinali 9 marzo | Semifinali 9 marzo |             |                 | Finale 10 marzo | Finale 10 marzo | Finale 10 marzo |  |
|  |                          |                          |                          |               |               |                    |                    |                    |             |                 |                 |                 |                 |  |
|  | Suzuki Ayumi 7d          | Suzuki Ayumi 7d          | B+R                      |               |               |                    |                    |                    |             |                 |                 |                 |                 |  |
|  | Suzuki Ayumi 7d          | Suzuki Ayumi 7d          | B+R                      |               |               |                    |                    |                    |             |                 |                 |                 |                 |  |
|  | Lu Yuhua 4d              |                          |                          |               |               |                    |                    |                    |             |                 |                 |                 |                 |  |
|  |                          | Suzuki Ayumi 7d          | Suzuki Ayumi 7d          | B+0,5         |               |                    |                    |                    |             |                 |                 |                 |                 |  |
|  |                          |                          |                          | B+0,5         |               |                    |                    |                    |             |                 |                 |                 |                 |  |
|  |                          |                          | Nyu Eiko 4d              |               |               |                    |                    |                    |             |                 |                 |                 |                 |  |
|  | Nyu Eiko 4d              | Nyu Eiko 4d              | B+R                      |               |               |                    |                    |                    |             |                 |                 |                 |                 |  |
|  | Nyu Eiko 4d              | Nyu Eiko 4d              | B+R                      |               |               |                    |                    |                    |             |                 |                 |                 |                 |  |
|  | Amy Song dil             |                          |                          |               |               |                    |                    |                    |             |                 |                 |                 |                 |  |
|  |                          | Suzuki Ayumi 7d          |                          |               |               |                    |                    |                    |             |                 |                 |                 |                 |  |
|  |                          |                          |                          |               |               |                    |                    |                    |             |                 |                 |                 |                 |  |
|  |                          |                          | Choi Jeong 9d            | Choi Jeong 9d | N+R           |                    |                    |                    |             |                 |                 |                 |                 |  |
|  | Ueno Asami 5d            |                          | Choi Jeong 9d            | Choi Jeong 9d | N+R           |                    |                    |                    |             |                 |                 |                 |                 |  |
|  |                          |                          |                          |               |               |                    |                    |                    |             |                 |                 |                 |                 |  |
|  | Yu Zhiying 8d            | Yu Zhiying 8d            | N+R                      |               |               |                    |                    |                    |             |                 |                 |                 |                 |  |
|  | Yu Zhiying 8d            | Yu Zhiying 8d            | N+R                      |               | Yu Zhiying 8d | Yu Zhiying 8d      |                    |                    |             | Finale 3º posto | Finale 3º posto | Finale 3º posto |                 |  |
|  |                          |                          |                          |               | Yu Zhiying 8d | Yu Zhiying 8d      |                    |                    |             |                 |                 |                 |                 |  |
|  |                          |                          | Choi Jeong 9d            | Choi Jeong 9d | N+5,5         |                    |                    |                    |             |                 |                 |                 |                 |  |
|  | Xie Yimin 7d             | Xie Yimin 7d             | Choi Jeong 9d            | Choi Jeong 9d | N+5,5         |                    |                    |                    | Nyu Eiko 4d | Nyu Eiko 4d     |                 |                 |                 |  |
|  | Xie Yimin 7d             | Xie Yimin 7d             |                          |               |               |                    |                    |                    | Nyu Eiko 4d | Nyu Eiko 4d     |                 |                 |                 |  |
|  | Choi Jeong 9d            | Choi Jeong 9d            | N+R                      |               |               | Yu Zhiying 8d      | Yu Zhiying 8d      | B+R                |             |                 |                 |                 |                 |  |